# 皇達也
皇 達也（すめらぎ たつや、1941年（昭和16年）5月4日 - 2021年（令和3年）3月20日）は、日本のテレビプロデューサー。ジャパン・コンテンツ・コンサルティング代表取締役社長。
テレビ朝日事業局長、取締役制作局長歴任後、テレビ朝日サービス代表取締役社長を務めた。テレ朝の天皇の異名で知られた。
父は元広島大学学長で教育学者の皇至道。叔父も東北大学名誉教授で、玉川大学文学部長を務めた教育学者の皇晃之。

## 来歴・人物
広島県出身。広島大学附属中学校・高等学校、慶應義塾大学文学部卒業。慶應在学中からNETテレビ（日本教育テレビ。後のテレビ朝日）でアルバイトをしており、卒業後の1964年、社員に登用され正式に同局入社。
ドラマスタッフを経てバラエティ番組の担当となり、堅実な番組作りで知られたテレビ朝日に新風を送り込む。1976年に手掛けた『欽ちゃんのどこまでやるの!』は、萩本欽一宅を訪ねて出演依頼し、そのまま半年ほど萩本宅に居着いて寝食を共にした。同番組は最高視聴率42％を記録。同じ年にトップアイドルだったキャンディーズと伊東四朗、小松政夫を『みごろ!たべごろ!笑いごろ!』に起用して「電線音頭」をヒットさせた。1978年には山城新伍を司会に起用した音楽番組『笑アップ歌謡大作戦』を立ち上げる。1980年代に入るとフジテレビが「楽しくなければテレビじゃない」を標榜して視聴率三冠王を長く誇ったが、テレビ朝日は「報道と情報のテレビ朝日」と謳っていた。皇は「たとえ数字は取れなくても、いい番組を作ればいい」という局の体質を何とか変えようとして戦い、バラエティ番組を次々に手掛ける。テレビ朝日の局アナだった南美希子を『クイズ!!マガジン』等、早い段階でバラエティ番組の司会に抜擢した。タモリに「しばらく深夜で遊んでいてくれ」と頼み、1982年、深夜バラエティー『タモリ倶楽部』を立ち上げ、1985年には同局スポーツバラエティーの歴史を創った『ビートたけしのスポーツ大将』などの人気番組をプロデューサーとして世に出し、同局の看板プロデューサーとして活躍した。1986年に『ミュージックステーション』を立ち上げる際には、局内の諮問委員会から「わが局には『題名のない音楽会』という良質な番組があるのに、そんな番組はいらない」と反対されたが、2代目司会者にタモリを抜擢し、タモリはあまり乗り気でなかったとされるが、『タモリ倶楽部』『ミュージックステーション』とも長寿番組となった。映画、演劇、新聞といったあらゆるジャンルから集まって、テレビという怪物に立ち向かった先輩たちを"テレビ第一世代"と名付け、自らを純粋テレビ育ちの"テレビ第二世代"を自認していた。
「外部との交際が上手くない」と言われたテレビ朝日の社風を破り、プロダクション、レコード会社、他局の同業者と交際を広げた。その積極姿勢が実り、萩本欽一、タモリ、武田鉄矢、ビートたけしなど、当代のテレビスターの中でも最もテレビ的なタレントを掌中に収め、同時期に報道番組のプロデューサーとして活躍していた小田久栄門とともに、皇の名前を捩り「テレ朝の天皇」の異名を奉られた。また顔の大きい皇は、態度の大きい日本テレビのO、声の大きいTBSのIと並び、当時東京のテレビ局で、ジョークを交えて「三大プロデューサー」と呼ばれたといわれる。萩本欽一は「型破りなプロデューサー。テレビプロデューサーになるために生まれてきた人。商社や銀行だったら会社をつぶしちゃう。緻密な計算はできないし、感覚とひらめきで動く人」と評し、「声を大にして言いたい！　欽ちゃんが、まだ笑いをやっていられるのはスメさんのお陰。本当にありがとう！」と述べている。
1985年6月24日の松田聖子と神田正輝の結婚披露宴では10時間21分に及ぶ密着番組を手掛ける。
1989年12月31日に行われた中森明菜の自殺未遂謝罪会見（金屏風会見）では陣頭指揮を執った。
1999年に取締役に昇進。2001年、子会社・テレビ朝日サービスの社長、メディックスエンタテインメント代表・中田浩二は当時の部下。顧問を経て、ジャパン・コンテンツ・コンサルティング社長を歴任。一般社団法人日本美術アカデミー理事。Friends of the United Nations   One Woman Campaign委員会特別顧問。株式会社北斎プロジェクト代表取締役会長。東京ガールズコレクション実行委員会特別顧問。東京メトロポリタンテレビジョン株式会社コンテンツアドバイザー。リブ・フォー・ライフ美奈子基金の理事長を務めていた。
2021年3月20日午前、入院先の東京都内の病院で誤嚥性肺炎のため死去。79歳没。

## エピソード
- 広島出身で、広島カープの選手を可愛がり、カープが東京に遠征に来たら、高橋慶彦や、川口和久、小早川毅彦ら、大勢選手を連れて銀座でメシを食わせた。高橋は「皇さんのおかげで芸能人と知り合えた」と話している[19]。

- 西城秀樹は広島で上条英男にスカウトされて芸能界入りしたというのが定説だが、実は芸映の鈴木力専務から「いいコがいるらしいから、広島に帰るんだったら、どんなのか見てきてくれないか」と言われた皇が、広島市内のライブハウスで歌っていた木本少年を見て、東京に戻って鈴木専務に報告、二人で相談して「テレビ局の人間が、新人歌手のスカウトするのもどうか」と思い、上条に「お前、見に行って来い」となり、上条が広島まで木本少年に会いに行ってスカウトし、東京に出て来ることになったもので、業界の人間で秀樹に会ったのは僕が一番最初だと思いますよ。吉川晃司もナベプロの音楽学校の広島校にいたのを僕が見つけた」と、皇から塩澤幸登は聞いたと話している[20]。

## 略歴
- 1964年（昭和39年）4月、日本教育テレビ入社[21]。
- 1993年（平成5年）10月、スポーツ局長就任。
- 1996年（平成8年）2月、事業局長就任。
- 1997年（平成9年）6月、制作局長就任。
- 1998年（平成10年）9月、編成・制作副本部長、制作局長就任。
- 1999年（平成11年）6月、取締役編成・制作本部制作局長就任[1]。
- 2000年（平成12年）2月、編成本部副本部長就任。
- 2001年（平成13年）6月、顧問、テレビ朝日サービス代表取締役社長就任[4]。
- 2003年（平成15年）6月、東映社外監査役就任。
- 2006年（平成18年）6月、テレビ朝日サービス特別顧問就任。
- 2006年（平成18年）8月、株式会社ジャパン・コンテンツ・コンサルティング代表取締役社長就任[4]。
- 2010年（平成22年）6月29日、東映株式会社監査役退任[22]。
- 2021年（令和3年）3月20日、死去[1]。

## 担当した番組

### レギュラー番組
- やっちゃおう!!コント55号
- コント55号笑ってたまるか（演出）
- コント55号の60分一本勝負（演出）
- 女・おとこ（演出）
- あなたをスターに!（プロデューサー）
- せんみつのJOYJOYスタジオ（プロデューサー）
- 欽ちゃんのどこまでやるの!（プロデューサー → チーフプロデューサー）[1][4]
- みごろ!たべごろ!笑いごろ!（プロデューサー）[4]
- 走れ! ピンク・レディー（プロデューサー）
- 笑アップ歌謡大作戦（プロデューサー）[4]
- 歌謡ドッキリ大放送!!（プロデューサー）
- クイズ!!マガジン'83（プロデューサー → チーフプロデューサー）
- アイドルパンチ（企画・制作）
- ベストヒットUSA（企画・プロデューサー）
- 夕刊タモリ!こちらデス（企画・制作）
- 夢のビッグスタジオ（プロデューサー）
- タモリ倶楽部（企画・制作）[4]
- ウソップランド（企画・制作）[23]
- グッドモーニング（企画・制作）
- チャームミントタイム（企画・制作）
- トライアングル・ブルー（企画・制作）
- ビートたけしのスポーツ大将（企画）[4]
- VIDEO JAM（企画・制作）
- ミュージックステーション（制作 → 企画）[4]
- （ギブUPまで待てない!!）ワールドプロレスリング（制作）
- クラブ・キング（企画・制作）
- パオパオチャンネル（制作）
- 華麗にAh!so（制作）
- とれんでぃ9（制作）
- アイドル共和国（企画）
- ビートたけしのTVタックル（制作、担当時のタイトルは「どーする?!TVタックル」）

### スペシャル番組
- 全日本歌謡音楽祭（プロデューサー → チーフプロデューサー）
- 輝け!!日本歌謡大賞（第17回）
- 全国縦断タレントスカウトキャラバン決勝大会
- '79翔べ!!青春 森昌子熱唱（プロデューサー）

### 映画
- やじきた道中 てれすこ（製作(共同)）
- シャッフル（製作(共同)）

### その他
- 全日本国民的美少女コンテスト（審査員、第1回 - 第5回まで）

## 皇の元で育ったスタッフ
（）内は現在の肩書
- 大村正二 
  - クイズタイムショック（山口版・生島版）・オリジナルコンサート等を担当。
- 山本たかお（エグゼクティブプロデューサー）
  - タモリ倶楽部・ミュージックステーション等を担当。
- 北村英一（クリエイティブハウストップキャット代表取締役）
  - ミュージックステーション・ビートたけしのTVタックル等を担当。
- 板橋順二（総務局長）
  - ザ・テレビ演芸・愛のエプロン等を担当。

## 関連人物
- ジャニー喜多川
- 田邊昭知
- 疋田拓